# 恋人 (2006年のテレビドラマ)
『恋人』（こいびと、原題：연인）は、2006年にSBSで放送された韓国の連続テレビドラマ。主演はキム・ジョンウンとイ・ソジンで、キム・ジョンウンが演じる美容整形外科医とイ・ソジンが演じる暴力団のボスとの恋愛劇である。2006年11月8日から2007年1月11日まで 毎週水曜日と木曜日の午後9時55分から11時までの枠で放送された。全20回。ドラマ全編の動画がSBSの公式ウェブサイトで無料で公開されている。

## 製作
本作はキム・ウンスクの脚本とシン・ウチョルの演出による「恋人シリーズ」全3作の最終作である。本作と同じくキム・ジョンウンがヒロインを演じた第1作『パリの恋人』とチョン・ドヨンがヒロインを演じた第2作『プラハの恋人』の2作はヨーロッパで撮影された場面があったが、本作『恋人』はソウルと中華人民共和国の海南島が物語の舞台になっていて、海南島などで撮影を行った。

## 登場人物

### 主要人物
ハ・ガンジェ〈34歳〉
演 - イ・ソジン
暴力団のボス。孤児だった。
ユン・ミジュ〈31歳〉
演 - キム・ジョンウン
美容整形外科専門医。
カン・セヨン〈33歳〉
演 - チョン・チャン
ペグン建設の代表取締役。M&Aの専門家。
パク・ユジン〈28歳〉
演 - キム・ギュリ
パン店を運営している。

### 主要人物の家族
カン会長〈57歳〉
演 - チェ・イルファ
ペグン建設の会長。暴力団のボスだった。
チョン・ヤングム〈55歳〉
演 - ヤン・グムソク
カン会長の妻、セヨンの母。花柳界出身。
ユン牧師〈56歳〉
演 - パク・イナン
ミジュの父。

### その他の人物
サンテク〈38歳〉
演 - イ・ギヨン
セイル建設の常務。ハ・ガンジェの右腕。
サンテクの妻
演 - ムン・ジョンヒ

テサン
演 - イ・ハン（キム・ナムギル）
ハ・ガンジェの部下。
チャンベ〈40歳〉
演 - キム・レハ
ナイトクラブの社長。
イ・ジンス〈35歳〉
演 - イ・セチャン
タイヤ販売店の店長。